# Ermis Aradipu
Ermis Aradipu (gr. Ερμής Αραδίππου) – cypryjski klub piłkarski z siedzibą w mieście Aradipu w pobliżu Larnaki.

## Historia
Klub został założony w 1958 roku jako Ermis Aradipu'. Większość lat walczył w drugiej lidze cypryjskiej. W sezonie 1983/84 debiutował w pierwszej lidze, ale zajął ostatnie 14. miejsce i spadł z powrotem do 2.ligi. Potem w sezonach 1985/86, 1986/87, 2001/02 ponownie występował w pierwszej lidze mistrzostw Cypru. Po sezonie 2004/05 po raz kolejny spadł do trzeciej ligi. Dopiero po 2 latach w 2007 powrócił do drugiej ligi, a w 2009 zajął 1.miejsce w tabeli i zdobył awans do A' Kategorii.

## Sukcesy
- Mistrzostwo Cypru:
  - 9.miejsce (1): 2010
- 2.liga Mistrzostw Cypru:
  - 1.miejsce (3): 1983, 1985, 2009
- Puchar Cypru:
  - ćwierćfinalista (5): 1984, 1985, 2009, 2010, 2012

## Europejskie puchary
Legenda do wszystkich tabel:
- Q – runda eliminacyjna, 1/16, 1/8, 1/4, 1/2 – odpowiednia faza rozgrywek, Grupa – runda grupowa, 1r gr – pierwsza runda grupowa, 2r gr – druga runda grupowa, F – finał, R – runda, PO – play-off
- k. – rzuty karne, los. – losowanie, Dogr. – dogrywka, w. – zasada bramek strzelonych na wyjeździe

| Sezon   | Rozgrywki   | Runda | Przeciwnik     | Dom | Wyjazd | Ogólnie |
| ------- | ----------- | ----- | -------------- | --- | ------ | ------- |
| 2014/15 | Liga Europy | 3Q    | BSC Young Boys | 0–2 | 0–1    | 0–3     |